# Olympische Sommerspiele 1992/Teilnehmer (Uganda)
| Gelbes Symbol für Goldmedaillen mit stilisierten Olympischen Ringen | Graues Symbol für Silbermedaillen mit stilisierten Olympischen Ringen | Braundes Symbol für Bronzemedaillen mit stilisierten Olympischen Ringen |
| ------------------------------------------------------------------- | --------------------------------------------------------------------- | ----------------------------------------------------------------------- |
| —                                                                   | —                                                                     | —                                                                       |

Uganda nahm an den Olympischen Sommerspielen 1992 in Barcelona, Spanien, mit einer Delegation  von acht Sportlern (sechs Männer und zwei Frauen) teil.

## Teilnehmer nach Sportarten

### Boxen
- Fredrick Muteweta
Bantamgewicht: 17. Platz

- Davis Lusimbo
Federgewicht: 17. Platz

- Godfrey Wakaabu
Halbweltergewicht: 17. Platz

### Leichtathletik
- Joel Otim
100 Meter: Vorläufe

- Francis Ogola
200 Meter: Viertelfinale
400 Meter: Viertelfinale

- Michael Lopeyok
Marathon: 82. Platz

- Edith Nakiyingi
Frauen, 800 Meter: Vorläufe

### Tischtennis
- Mary Musoke
Frauen, Einzel: 33. Platz